# Honeymoon (film, 2014)
Pour les articles homonymes, voir Honeymoon.
Pour plus de détails, voir Fiche technique et Distribution.
Honeymoon  est un film d'horreur américain réalisé par Leigh Janiak sorti en 2014.

## Synopsis
Paul et Bea profitent d'une lune de miel romantique, mais très vite le rêve va se transformer en cauchemar. Bea commence à adopter un comportement étrange jusqu'à oublier petit à petit ses souvenirs, et Paul cherche désespérément à savoir ce qui arrive à sa femme...

## Fiche technique
- Titre : Honeymoon
- Réalisation : Leigh Janiak
- Musique : Heather McIntosh
- Pays d'origine :  États-Unis
- Genre : horreur
- Durée : 87 minutes
- Dates de sorties :
  - États-Unis : 12 septembre 2014 (en VàD)[1] ;
  - Canada : 19 septembre 2014
  - France : septembre 2014 (Festival européen du film fantastique de Strasbourg)[2]

## Distribution
- Rose Leslie : Bea
- Harry Treadaway : Paul
- Ben Huber : Will
- Hanna Brown : Annie